# Codex Porfirio Díaz
De Codex Porfirio Díaz of Códice de Tututepetongo is een koloniaal Meso-Amerikaanse Codex die volledig bestaat uit afbeeldingen, in totaal bestaat de codex uit 10 pagina's van kalfsleer. De codex maakt soms onderdeel uit van de Borgiagroep.